# Никольский, Борис Петрович
Бори́с Петро́вич Нико́льский (1 (14) октября 1900, село Матвеевка Мензелинского уезда Уфимской губернии — 4 января 1990 года, Ленинград) — советский физикохимик и радиохимик, академик АН СССР. Создал ионообменную теорию стеклянных электродов.

## Биография
Родился в семье учителя математики Петра Яковлевича Никольского и Лидии Берндтовны (урождённой Лангелен) — учительницы музыки и рисования в прогимназии города Опочка (впоследствии — преподавательницы пения женской гимназии Мензелинска, а в дальнейшем — педагогического факультета Иркутского университета). Юноша вырос в большой дружной семье — у овдовевшего П. Я. Никольского от первого брака было пятеро детей — младший, Дмитрий, появился на свет в 1903 году. Б. П. Никольский с детства увлекался техникой, самостоятельно из подручных деталей собрал молотилку, но с 7-го класса основной интерес его был сосредоточен на химии.
- 1911 — поступил в Мензелинское реальное училище.
- 1918 — по окончании училища поступет на химическое отделение физико-математического факультета Томского университета.
- 1919 — мобилизован в Сибирскую армию Колчака, впоследствии служил в артиллерийском взводе Красной армии.
- 1920 — как студент демобилизован, и продолжил занятия химией в Иркутском университете, одновременно работая над препаратором в лаборатории беспозвоночных и в лаборатории аналитической химии.
- 1922 — осенью перешёл на химическое отделение физико-математического факультета Петроградского университета.
- 1924 — младший препаратор кафедры физической химии.
- 1925 — окончил Ленинградский университет, руководитель — Михаил Степанович Вревский.
- 1926 — преподаёт по совместительству в Химическом техникуме им. Д. И. Менделеева.
- 1927 — ввиду реорганизации химического факультета ЛГУ, Б. П. Никольский работает в ленинградском отделении Всесоюзного института удобрений и агропочвоведения (ЛОВИА)
- 1929 — учёным организована в ЛОВИА первая в стране физико-химическая лаборатория почвоведения.
- 1932 — профессор И. И. Жуков, выполняя задание Ленэнерго по исследованию методов очистки электродиализом естественных вод от растворённых солей для питания котлов высокого давления, на первом этапе в числе других учёных в качестве консультанта привлёк к работе Б. П. Никольского[2].
- 1935 — первый арест и высылка в Саратов; читает курс потенциометрического анализа на кафедре аналитической химии химфака Саратовского государственного университета им. Н. Г. Чернышевского; в июле организует и становится заведующим кафедры электрохимии и коллоидной химии СГУ; 1 сентября начал читать курс лекций по теории растворов электролитов.
- 1937 — 29 ноября арестован, а 16 декабря приговорен к 10 годам лишения свободы за антисоветскую агитацию и отправлен а ББЛАГ; 27 января 1939 дело было прекращено за отсутствием улик (в 1994 году посмертно реабилитирован).
- 1939 — по возвращении в Ленинград — защитил докторскую диссертацию «Теоретическое и экспериментальное исследование обмена ионов в гетерогенной среде»[3], после утверждения в звании профессора кафедры физической и коллоидной химии, Б. П. Никольский, после их разделения, с 1 сентября без малого 50 лет заведовал кафедрой физической химии химического факультета ЛГУ(до 1988 года).
- 1940—1949 — учёный секретарь Ленинградского отделения Всесоюзного химического общества Д. И. Менделеева.
- 1941—1942 — в эвакуации работает в филиале ЛГУ в Елабуге.
- 1943—1944 — заведующий кафедрой физической химии СГУ.
- 1946 — начал работать также в Радиевом институте; 1947 — старший научный сотрудник, с 1949 года — заведовал лабораторией, в 1953—1973 годы — химическим отделом института.
- 1948—1949 — член (заместитель руководителя) пусковой бригады первого плутониевого завода.
- 1952—1974 — научный руководитель плутониевого завода.
- 1954—1974 — председатель Ученого совета химкомбината «Маяк».
- 1953 — 23 октября избран членом-корреспондентом АН СССР по отделению химических наук (радиохимия и физическая химия).
- 1961—1963 — декан химического факультета ЛГУ.
- 1968 — 26 ноября избран академиком в отделение общей и технической химии по специальности физическая химия.

## Научная деятельность

### Основные направления исследований
Занимался исследованиями процессов ионного обмена между водными растворами и различными твёрдыми веществами, в частности ионитами. Теория таких процессов, разработанная Никольским, применяется в ионообменной хроматографии и других областях.
Является автором ионообменной теории стеклянного электрода.
С 1946 г. один из руководителей работ по созданию и освоению промышленной технологии плутония.
Под руководством Б. П. Никольского проводились работы, направленные на повышение выхода и качества плутония, снижение объёмов выбросов. Эти работы привели к созданию цельноацетатной схемы (1957 год), реализованной впервые на химкомбинате «Маяк». Дальнейшая работа под руководством Никольского и В. И. Парамоновой (конец 50-х — начало 70-х годов) велась в направлении разработки и внедрения сорбционного аффинажа плутония.

### Студенчество
В ту пору, когда Никольский был студентом Петроградского университета, на химическом отделении физико-математического факультета во главе кафедры неорганической химии стоял Л. С. Чугаев, органической химии — А. Е. Фаворский, физической химии — М. С. Вревский, курс радиохимии вёл В. Г. Хлопин.
В годы нашего учения (двадцатые годы) на химфаке Петроградского университета в лабораториях мы работали на примусах, было трудно с реактивами, не хватало посуды. Стипендий не было, и многим приходилось зарабатывать себе на жизнь. И вот в это время и организовался наш «Микро-химкружок». В лаборатории количественного анализа собрались 8 человек химиков-энтузиастов и решили собираться каждую субботу, ставить доклады, делиться новостями, своими планами. Кружок не распался и после нашего окончания университета. Можно отметить, что трое из его членов стали академиками АН СССР, один член.-корр. АН СССР, другие докторами хим. наук.
— Г. А. Разуваев. Письмо Б. П. Никольскому от 3 июня 1982 года

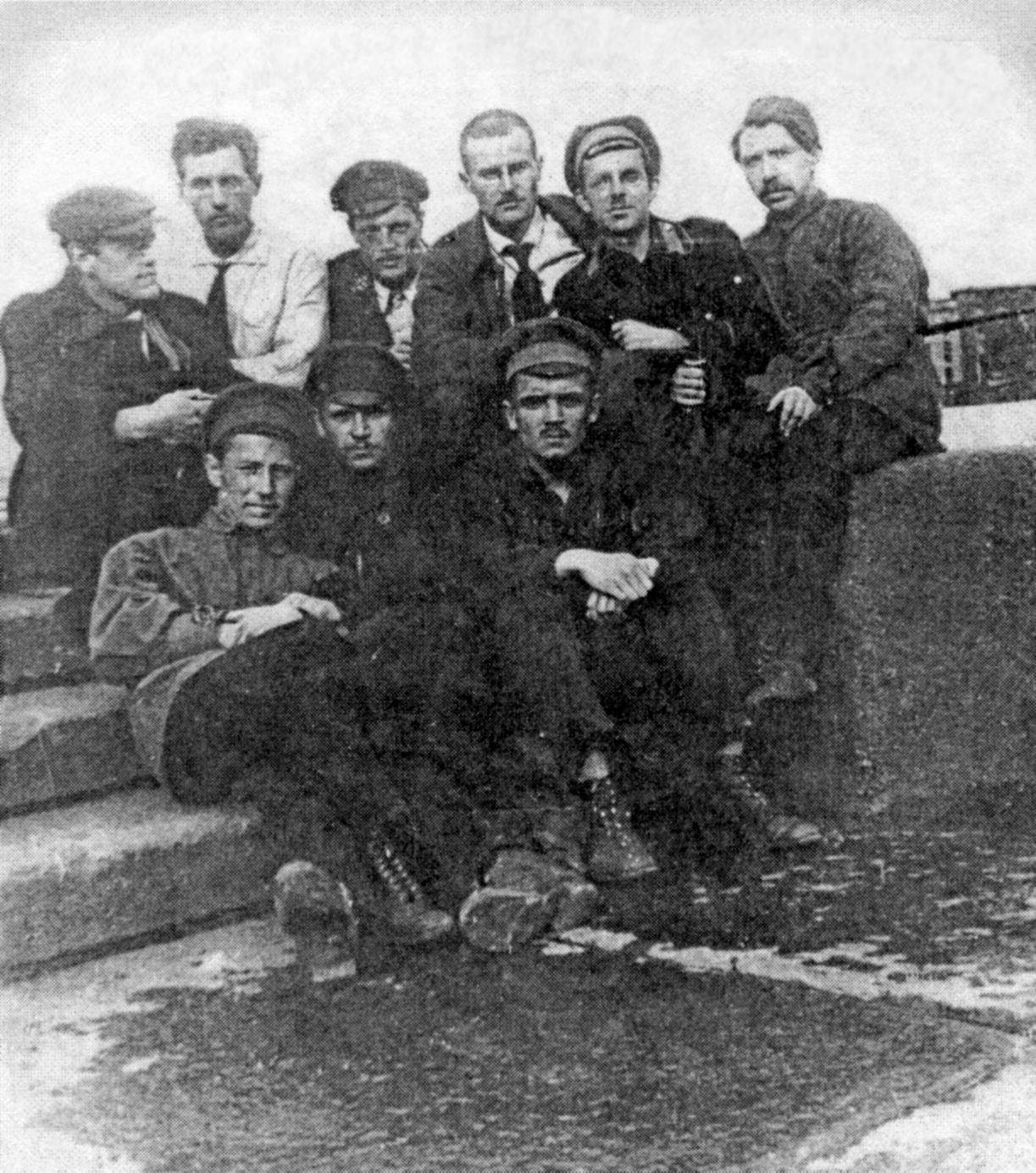
Химмикокружок. Верхний ряд: Н. А. Гельд, Г. А. Разуваев, А. П. Матвеев, Б. П. Никольский, Б. Н. Долгов, Б. Н. Виноградов; нижний ряд: П. Н. Палей, П. В. Усачёв, Б. В. Птицын

В кружок, о котором вспоминает академик Г. А. Разуваев, помимо него и Б. П. Никольского, входили Б. Н. Долгов, П. В. Усачёв, П. Н. Палей, А. П. Матвеев, Б. В. Птицын, Н. А. Гельд, Н. А. Шалберин, А. П. Виноградов. Борис Николаевич Долгов в своём поэтическом пассаже воспроизводит обстановку единомыслия, продолжавшего традицию студенческих кружков — того же «Малого химического общества», существовавшего на факультете всего какими-то двумя десятилетиями раньше: «В четверги мы за чаем сбирались, — Плыл в дыму папиросном доклад — Про флотацию, связи, катализ, — Хромофоры и нефти распад».

### Исследования растворов
Занятия физической химией растворов, с которой Борис Петрович уже не расстанется до конца своей жизни в науке, он начал под руководством Михаила Степановича Вревского, продолжателя дела Д. И. Менделеева и Д. П. Коновалова. Дипломная работа Б. П. Никольского посвящена исследованию испарения растворов серной кислоты, она была опубликована в материалах IV Менделеевского съезда в 1925 году. По окончании университета Б. П. Никольский в качестве помощника ассистента и заведующего хозяйством был оставлен на кафедре. В 1927 году совместно с М. С. Вревским им было опубликовано две статьи об определении скрытой теплоты испарения воды из растворов серной кислоты.
Значительное влияние на то как складывалось мировоззрения учёного оказали С. А. Щукарёв, И. Н. Бушмакин, А. А. Гринберг, К. П. Мищенко.
С 1926 года преподавал по совместительству в Химическом техникуме им. Д. И. Менделеева. Здесь судьба на всю жизнь связала его с будущей сотрудницей и женой, Валентиной Ивановной Лапаевой (урождённой Парамоновой), которая руководила в техникуме лабораторией физической химии.

### Физикохимические методы в почвоведении
В 1927 году учёный в ленинградском отделении Всесоюзного института удобрений и агропочвоведения (ЛОВИА) проводит физикохимические исследования; причиной сокращения занятости в университете явилось то, что химический факультет пребывал тогда в состоянии реформации — шло его слияние с Технологическим институтом. Первая в стране физико-химическая лаборатория почвоведения организована в ЛОВИУА в 1929 году возглавившим её Борисом Петровичем Никольским. Здесь были начаты основательные исследования ионообменных свойств почв и алюмосиликатов, изучение природы растворов различными физико-химическими методами. В практике почвоведения для измерения pH впервые был применён стеклянный электрод, своими руками на стандартной стеклодувной горелке изготовленный учёным совместно с К. С. Евстропьевым.
В своих работах Никольский демонстрирует качества прекрасного экспериментатора, он широко использует математические и термодинамические методы. Основательно изучив классические работы У. Дж. Гиббса, Б. П. Никольский читает курс термодинамики в предвоенные и военные годы, приобщая глубиной и доходчивостью лекций к важной этой части методики своих учеников, в круг которых именно тогда вошёл Алексей Васильевич Сторонкин — в будущем внёсший выдающийся вклад в развитие термодинамики, основавший одну из сильнейших школ в стране.
В период работы в ЛОВИУА Никольским положено начало масштабным физикохимическим исследованиям в почвоведении, среди соратников в это время были В. И. Парамонова, В. М. Гортиков, О. Н. Григоров и другие; работали с большим энтузиазмом — открывались перспективы для развития начатых интересных поисков.

### Аресты и Саратовский университет

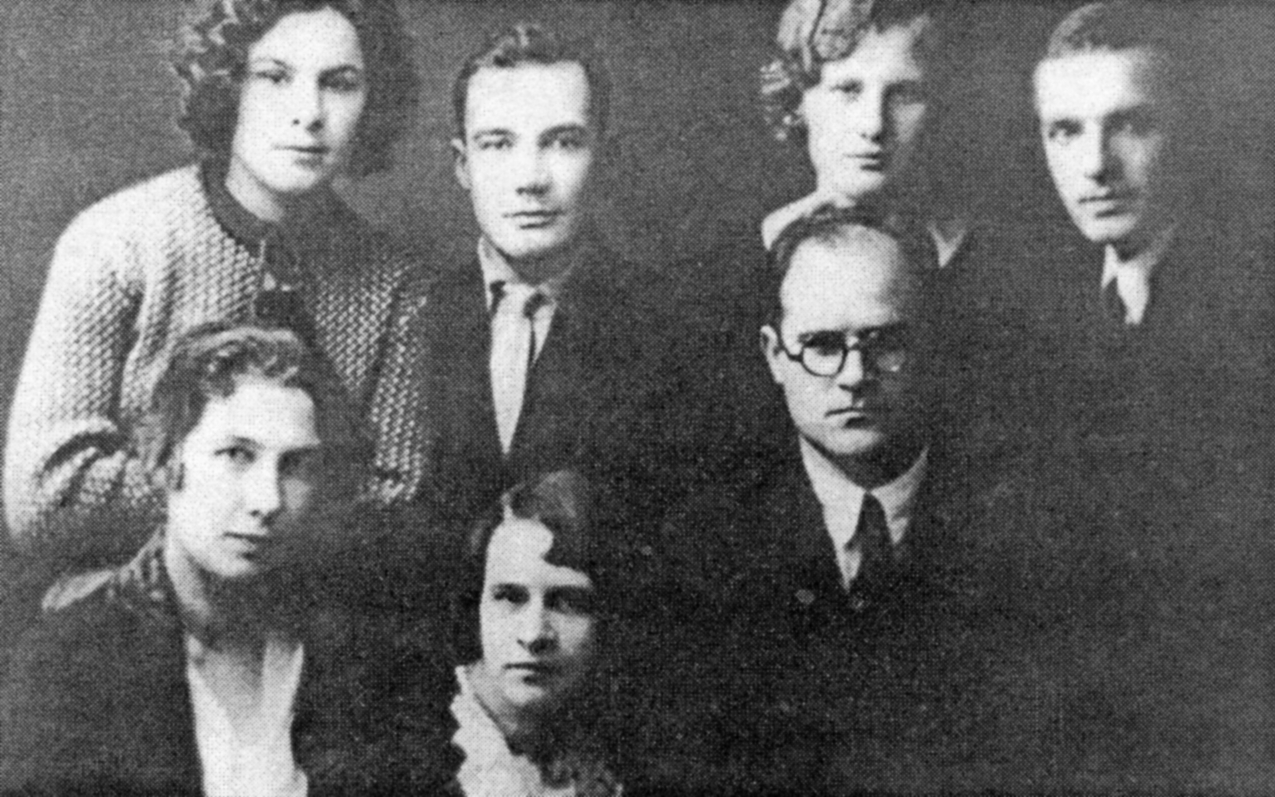
Саратовский университет. Стоят: А. И. Хохлова, П. М. Чулков, Е. А. Матерова, А. И. Никурашин; сидят: В. И. Парамонова, В. С. Колосова, Б. П. Никольский. Саратов. 1936

В феврале 1935 года Б. П. Никольский был арестован первый раз. Причиной явилось убийство С. М. Кирова, повлекшее волну репрессий — в том числе и по отношению к интеллигенции. На сей раз Борис Петрович после непродолжительного пребывания в Крестах был в пятидневный срок выслан с семьёй в Саратов.
Б. П. Никольский получает временную работу на кафедре аналитической химии Саратовского университета — читает разработанный им курс лекций потенциометрического титрования. В июле 1935 года по предложению ректора СГУ профессора Г. К. Хворостина Борис Петрович формирует коллоидную кафедру химического факультета, на первом этаже которого под неё было отведено две больших комнаты. Сотрудниками кафедра электрохимии и коллоидной химии стали студенты пятого курса А. И. Никурашин, П. М. Чулков, Ю. А. Битепаж, А. И. Хохлова, лаборант кафедры В. С. Колосова, и, конечно, Елена Алексеевна Матерова, внёсшая свой вклад в развитие ионометрии; она вспоминает:
1-го сентября 1935 г. мы впервые познакомились на лекции с Б. П. Он произвёл на нас неотразимое впечатление своей благородной внешностью. Читал Б. П. лекции по теории растворов электролитов, по электрохимии, избранные главы коллоидной химии. это были лекции, насыщенные новым для нас материалом и до предела ясные в изложении. Затем Б. П. дал нам темы дипломных работ и организовал семинар по теории и практике обменных процессов и стеклянного электрода. Надо сказать, что нам — дипломантам сильно повезло, поскольку нас было немного в лаборатории, и Б. П. мог уделить внимание каждому. Таким образом мы прошли за год экспериментальную и теоретическую физико-химическую школу.
29 ноября 1937 г. Б. П. Никольский был арестован органами НКВД и 16 декабря того же года приговорен тройкой УНКВД по Саратовской области к 10 годам лишения свободы за антисоветскую агитацию. 27 января 1939 года дело было прекращено за отсутствием улик. В 1994 г. реабилитирован посмертно.

### Снова Ленинград
В 1939 году Б. П. Никольский вернулся в Ленинград и продолжил работу на химическом факультете университета, где 23 апреля был утверждён в звании профессора по кафедре электрохимии и коллоидной химии; после отклонения ходатайства о присвоении ему степени доктора химических наук (без защиты), за полтора месяца Борис Петрович написал докторскую диссертацию на тему «Теоретическое и экспериментальное исследование обмена ионов в гетерогенной среде» и защитил её — утверждён в учёной степени 29 сентября. Немногим ранее, 1 июля он был назначен исполняющим обязанности профессора кафедры физической и коллоидной химии, а с 1 сентября того же года — исполняющим обязанности заведующего кафедрой физической химии (заведующим объединённой кафедры был И. И. Жуков, после разделения ставший во главе коллоидной кафедры). Б. П. Никольский являлся бессменным руководителем вновь возникшей кафедры физической химии на протяжении почти пятидесяти лет, до 1988 года.
Борис Петрович в предвоенное время также вёл курс лекций по физической и коллоидной химии в Педагогическом институте ми. А. И. Герцена.

### Кафедра физической химии

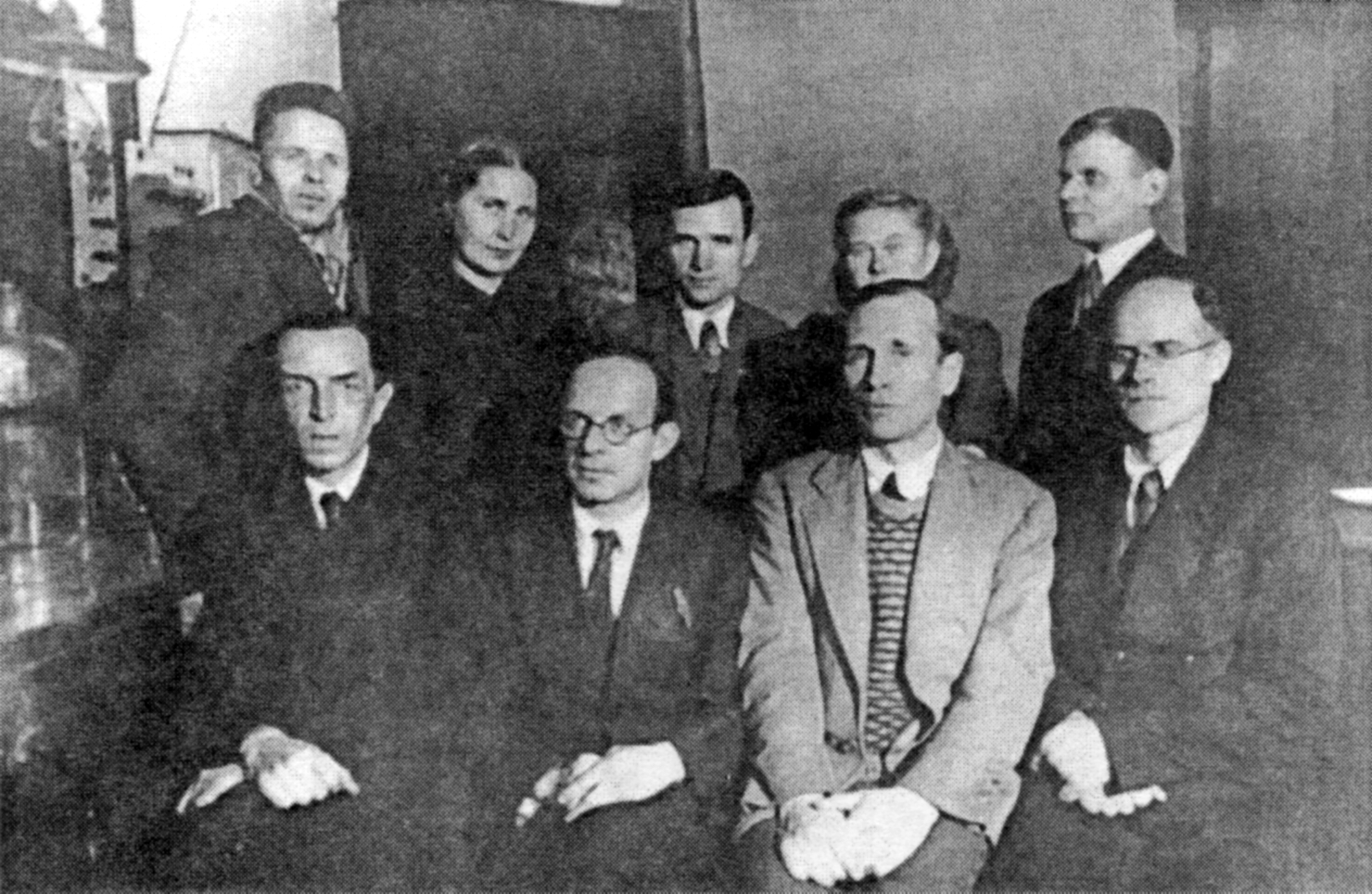
Химики филиала ЛГУ. Стоят: Н. А. Домнин, Т. В. Ковалёва, В. М. Вдовенко, В. А. Борисова, И. И. Дьяконов; сидят: Я. В. Дурдин, Б. Н. Долгов, С. А. Щукарев, Б. П. Никольский. Елабуга. 1942

Первая в России кафедра физической химии была основана М. С. Вревским в 1914 году на физико-математическом факультете Санкт−Петербургского университета. Произошло это после многолетних стараний целого поколения химиков — по внедрению обязательного курса этой дисциплины в программу, — организации лаборатории в университете: c 1884 года Дмитрий Петрович Коновалов читал необязательный курс, с 1902 года Евгений Владиславович Бирон руководил практикумом, с осени 1908 года — вёл курс, он добился обязательного курса физической химии, — в 1910 была создана лаборатория. После кончины М. С. Вревского во главе кафедры физической химии стал И. И. Жуков, и она была объединена с кафедрой коллоидной химии, а разделение, как сказано выше, произошло только через 10 лет.
С возвращением Б. П. Никольского в 1939 году, исследования этого научного подразделения, вновь получив самостоятельную направленность, обрели качественно новый характер.
Поступившие тогда же в аспирантуру А. И. Никурашин и Е. А. Матерова, саратовские ученики Бориса Петровича продолжили работу уже в ЛГУ. А. И. Никурашин после защиты диссертации стал ассистентом кафедры, он был руководителем приступившей к подготовке защиты дипломной работы Нины Викториновны Пешехоновой.
Эвакуация. Казань — Елабуга — Саратов
С началом Великой Отечественной войны в Казани был сформирован филиал химфака ЛГУ. В число сотрудников этого срочного учреждения включён Б. П. Никольский. Однако территориальная стеснённость, отсутствие площадей явились препятствием для создания там должной научной организации — многие академические институты к тому времени уже были эвакуированы в Казань. Временным местом расположения учреждения становится Елабуга, где перемещённый филиал расположился в стенах Педагогического института.
В 1942 году из блокадного Ленинграда университет эвакуирован в Саратов. Ректор ЛГУ А. А. Вознесенский становится ректором Саратовского университета. Вслед за этими переменами последовали новые перемещения: в Саратов из Елабуги вызываются профессора и сотрудники химического факультета — C. А. Щукарев, Б. П. Никольский, Б. Н. Долгов и другие. В числе немногих студентов, находившихся в Саратове, был известный в дальнейшем специалист в области хроматографии и физикохимических биотехнологий Георгий Васильевич Самсонов, аспирантка Е. А Матерова, в 1943 году защитившая диссертацию.
Научная работа, которой руководил Б. П. Никольский, заведовавший объединённой кафедрой физической химии ЛГУ и СГУ, по преимуществу предназначением своим имела нужды оборонной промышленности, однако сохранившиеся тезисы докладов, сделанных Б. П. Никольским во время научных конференций 1943 и 1944 годов, говорят о тематике, включающей метод определения обменной способности почв, физикохимических основ обмена катионов в почвах и других ионитов.
В апреле 1944 года Б. П. Никольский с частью сотрудников вернулся в Ленинград — началось восстановление кафедры. Вернулся переживший всю блокаду Ленинграда Герасим Петрович Авсеевич, Игорь Николаевич Бушмакин, Мария Зхаровна Пронина, Григорий Фаддеевич Днепров, Мстислав Сергеевич Захарьевский и другие. В 1946 году из Саратова приехала Е. А. Матерова. С фронта пришёл А. В. Сторонкин, демобилизовались не успевшие окончить университет перед войной М. М. Шульц, М. П. Сусарев, В. В. Пальчевский.

### Радиевый институт
С 1946 г. Б. П. Никольский работал также в Радиевом институте. С 1949 г. заведовал лабораторией, а в период 1953—1973 гг. химическим отделом института.

### Плутониевый завод и комбинат «Маяк»
В 1952—1974 гг. Никольский являлся научным руководителем первого плутониевого завода, в 1954—1974 гг. — председателем Ученого совета химкомбината «Маяк».
23 октября 1953 года Б. П. Никольский избран членом-корреспондентом АН СССР по отделению химических наук (радиохимия и физическая химия), а 26 ноября 1968 года избран академиком в отделение общей и технической химии по специальности физическая химия.
Б. П. Никольский скончался 4 января 1990 г. в возрасте восьмидесяти девяти лет.

## Награды и признание
- Герой Социалистического Труда (27.10.1970)
- Три ордена Ленина (29.10.1949, 27.10.1970, 30.10.1980)
- Орден Октябрьской Революции (1975)
- Медаль «За доблестный труд в Великой Отечественной войне 1941-1945 гг.»
- Медаль «В ознаменование 100-летия со дня рождения Владимира Ильича Ленина»
- Ленинская премия (1961)
- Сталинская премия 2-й степени (29.10.1949)
- Государственная премия СССР (1973)
- Заслуженный деятель науки и техники РСФСР (1961)
- Премия им. В. Г. Хлопина за цикл работ по радиохимии[9]
- XIV Менделеевский чтец[9]
- I Авиценновский чтец (1966)

## Семья
Жена — Валентина Ивановна Парамонова (1903—1984) — советский радиохимик, лауреат Ленинской премии (1962).
Сын — Алексей Борисович Никольский (род. 4 октября 1934) — доктор химических наук, профессор.